# Aneta Borowik
Aneta Borowik z domu Gluzińska (ur. 11 sierpnia 1974) – polska historyk sztuki, doktor nauk humanistycznych.
Prowadzi badania nad środowiskiem architektów, inżynierów i budowniczych związanych z Katowicami w okresie międzywojennym.

## Sylwetka
Absolwentka Uniwersytetu Jagiellońskiego w Krakowie (1998, promotor prof. dr hab. Jacek Purchla); tamże doktorat nauk humanistycznych w zakresie nauk o sztuce (2008, promotor prof. dr hab. Jacek Purchla).
Nauczyciel akademicki Uniwersytetu Śląskiego w Katowicach. Autorka kilkudziesięciu publikacji w tym pięciu książek oraz kilkudziesięciu artykułów i rozdziałów w monografiach naukowych. W latach 2014–2015 kierowała Wojewódzkim Urzędem Ochrony Zabytków jako Zastępca, a następnie (od kwietnia do września 2015) jako Śląski Wojewódzki Konserwator Zabytków w Katowicach. 28 września 2018 w wyniku konkursu wygrała konkurs na stanowisko Małopolskiego Wojewódzkiego Konserwatora Zabytków, na które została powołana w dniu 5 listopada 2018 roku. Funkcję tę pełniła do 2 lutego 2019 r. – 19 stycznia złożyła rezygnację przyjętą przez wojewodę małopolskiego Piotra Ćwika.
Zatrudniona kolejno jako asystent (2008–2009) oraz adiunkt (od 2010) w Zakładzie Historii Sztuki (od 2020 r. – Instytut Nauk o Sztuce) Uniwersytetu Śląskiego w Katowicach.
Stypendystka funduszu Karola Estreichera (1997), laureatka nagrody Rektora UŚ za osiągnięcia naukowe (2012).
W latach 1994–1995 uczestniczyła w akcji dokumentacji kościołów rzymskokatolickich na Ukrainie. Od 2001 do 2002 r. realizowała projekt badawczy „Architektura neobarokowa historycznego obszaru Galicji w XIX i XX w.” finansowany przez Komitet Badań Naukowych, w latach 2014-2019 kierowała projektem badawczym „Architektura i urbanistyka lat 60. i 70. XX w. na terenie Górnego Śląska i Zagłębia. Forma, ideologia, wpływy, waloryzacja” finansowanym przez Narodowe Centrum Nauki. Brała udział w projektach badawczych: „Architektura Galicji w XIX wieku” (kierownik prof. Jacek Purchla), „Między Centrum a Prowincją. Opracowanie dzieł Lwowskiej Szkoły Architektonicznej” (kierownik prof. Jakub Lewicki) oraz „Twórcy Śląskiej Architektury” (kierownik prof. Jan Malicki). Współpracowała z Instytutem Architektury w Krakowie przy katalogu wystawy „Adolf Szyszko-Bohusz reakcyjny modernista” oraz opracowaniu części merytorycznej Krakowskiego szlaku modernizmu, z Instytutem Dokumentacji Architektury Biblioteki Ślaskiej w Katowicach. Razem z Fundacją Dom Modernisty współtworzyła dwie wystawy: „Ulica Bankowa – wczoraj i dziś” (2020) (link do wystawy: https://www.sbc.org.pl/publication/473149) oraz „Torkat – 90 lat historii” (2019).
Pełniła funkcję ekspercką w ramach współpracy ze Śląskim Wojewódzkim Konserwatorem Zabytków w Katowicach, Międzynarodowym Centrum Kultury w Krakowie, Regionalnym Instytutem Dziedzictwa w Katowicach oraz Komitetem nagrody Europa Nostra. Pełniła również funkcję Przewodniczącej Rady Programowo-Biznesowej w Zakładzie Historii Sztuki Uniwersytetu Śląskiego w Katowicach.
Prowadzi działalność w zakresie popularyzacji dziedzictwa kulturowego Górnego Śląska i Zagłębia Dąbrowskiego (m.in. wykłady dla muzeów, domów kultury, Uniwersytetu Trzeciego Wieku, Akademii Dziedzictwa Międzynarodowego Centrum Kultury). Podejmuje działania na rzecz ochrony zabytków regionu.
Członkini: Komisji Historycznej Polskiej Akademii Nauk Oddział w Katowicach, Stowarzyszenia Historyków Sztuki, Studenckiego Koła Naukowego Historyków Sztuki Uniwersytetu Śląskiego w Katowicach (członkostwo honorowe), Komisji egzaminacyjnej wojewódzkich eliminacji olimpiady z historii sztuki, Rady Śląskiego Centrum Dziedzictwa Kulturowego w Katowicach (2014–2015), Rady Programowej Fundacji „Napraw sobie miasto” (2012–2014).
Pełni funkcję opiekuna praktyk zawodowych w Zakładzie Historii Sztuki Uniwersytetu Śląskiego w Katowicach. W 2018 roku wygrała konkurs na stanowisko Małopolskiego Wojewódzkiego Konserwatora Zabytków. Funkcję tę pełniła od 5 listopada 2018 do 2 lutego 2019. Zastąpiła ją Monika Bogdanowska.

## Publikacje
- „New Katowice. The form and ideology of the Polish post-war architecture based on the example of Katowice (1945-1980), Neriton, Warszawa 2021.
- Park Śląski w Chorzowie. Projekty i realizacje z lat 1950-1980, Neriton, Warszawa 2020, linki do książki: https://sbc.org.pl/dlibra/publication/478686/edition/448629/, http://archiv.ub.uni-heidelberg.de/artdok/7181[27].
- Nowe Katowice. Forma i ideologia polskiej architektury powojennej na przykładzie Katowic (1945-1980), Neriton, Katowice 2019[28][29].
- Słownik architektów, inżynierów i budowniczych związanych z Katowicami w okresie międzywojennym; Wydawnictwo Uniwersytetu Śląskiego w Katowicach, I wyd.: Katowice 2012, II wyd.: Katowice 2017 (link do publikacji: https://www.sbc.org.pl/publication/78544)[30].
- Dzieje, architektura oraz twórcy Zakładu OO. Jezuitów w Chyrowie. Twórczość Edgara Kovatsa oraz Antoniego Łuszczkiewicza na tle epoki, Wydawnictwo Uniwersytetu Śląskiego w Katowicach, Katowice 2012 (link do publikacji: https://sbc.org.pl/dlibra/publication/389737)[1][31].
- Idea i racjonalizm w architekturze sakralnej Henryka Buszki i Aleksandra Franty, „Kwartalnik Naukowy Fides et Ratio” 2020, nr 4, s. 86-102. Link do publikacji: https://doi.org/10.34766/fetr.v44i4.425.
- Teoria formy architektonicznej Juliusza Żórawskiego i jego uczniów na tle koncepcji psychologii postaci wypracowanych w Bauhausie / The Theory of Architectural Form by Juliusz Żórawski and His Students in the Context of the Gestalt Psychology Concepts Developed in the Bauhaus, „Sztuka i Dokumentacja” 2020, s. 121-139 (link do publikacji: http://www.journal.doc.art.pl/archiwalne.html).